# Neukirchen (Borna)
Neukirchen (ⓘ) ist ein Ortsteil der Stadt Borna im Kreis Leipzig (Freistaat Sachsen) und war bis 1948 eine selbstständige Gemeinde.

## Geschichte
Am 1. Oktober 1948 wurde das Dorf Wyhra Ortsteil von Neukirchen. Von da an hieß die Gemeinde Neukirchen-Wyhra.
In der DDR gab es in Neukirchen die große LPG „8. Mai“, die ein eigenes Kulturhaus hatte.
Die Gemeinde Neukirchen-Wyhra bestand bis zum 30. September 1993. Am 1. Oktober 1993 schloss die Landesregierung Sachsen die Gemeinden Neukirchen-Wyhra und Zedtlitz zusammen und es entstand die Gemeinde Wyhratal, der am 1. Juli 1997 noch die Gemeinde Thräna eingemeindet wurde.

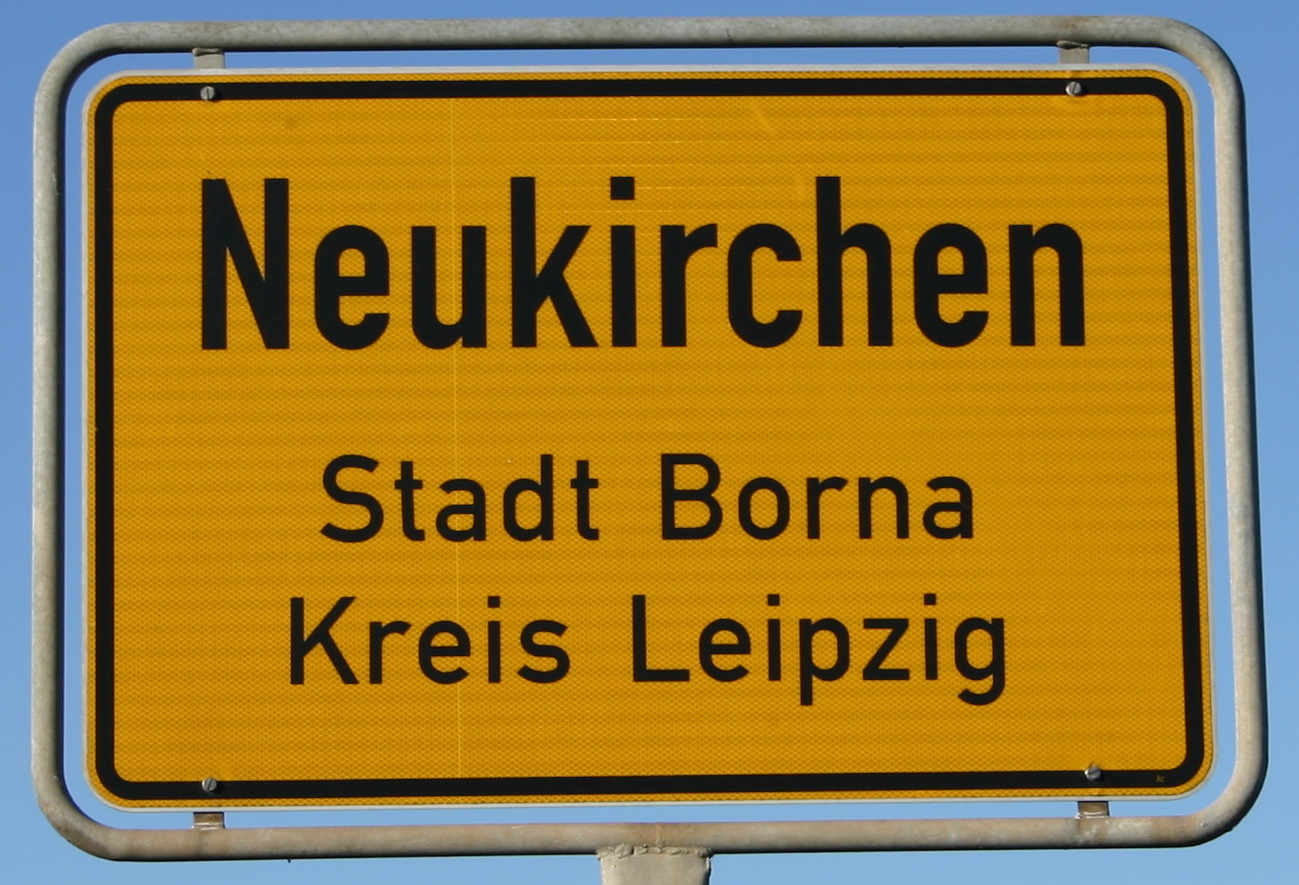
Ortseingangsschild seit 2016, als der Landkreis Leipzig in Kreis Leipzig umbenannt wurde

Dieser Ort bestand jedoch nur bis zum 31. Dezember 2003, denn am 1. Januar 2004 wurde Wyhratal in die Stadt Borna eingemeindet und die vier Orte sind seitdem eigenständige Ortsteile der Kreisstadt.
Nach der Eingemeindung betrug die Einwohnerzahl im Ortsteil Neukirchen am 31. Dezember 2004 noch 1042 Einwohner. Diese ging allerdings immer weiter zurück und am 31. Dezember 2023 hatte der Ort nur noch 866 Einwohner.

## Geografie
Neukirchen liegt in der Leipziger Tieflandsbucht zwischen Borna im Nordwesten und Frohburg im Südosten.
Im Westen grenzt die Gemarkung Neukirchen das Tal der Wyhra. Im Osten liegt das Badegewässer Harthsee, ein geflutetes Tagebaurestloch.
An den Ortsteil grenzten die Gemarkungen Zedtlitz, Schönau, Nenkersdorf, Bubendorf und dem Ort Wyhra.

## Verkehr
Durch Neukirchen verläuft die nach der Autobahnfreigabe zur S 51 herabgestufte B 95, seit 2012 verläuft östlich der Ortslage die A 72. Durch den Ort führt die Trasse der Bahnstrecke Neukieritzsch–Chemnitz, auf der auch die S 6 der S-Bahn Mitteldeutschland nach Geithain verkehrt. Der Haltepunkt in Neukirchen trägt den Namen Neukirchen-Wyhra.

## Persönlichkeiten mit Verbindung zu Neukirchen
- Dieter Dietze (1937–2000), Bildhauer, lebte und arbeitete ab 1993 im Ort